# Gregório Grassi
Gregório Grassi, OFM, (13 de dezembro de 1833 – 9 de julho de 1900) foi um frade franciscano e bispo italiano que é homenageado como um mártir e santo católico.
Ele é um dos 120 mártires da China que foram canonizados em 1º de outubro de 2000 pelo Papa João Paulo II .

## Início da vida e missão
Nasceu Pier Luigi Grassi em Castellazzo Bormida, na região do Piemonte, Itália, em 13 de dezembro de 1833.
Aos 15 anos, em 2 de novembro de 1848, tomou o hábito franciscano no Convento de Montiano, na Romanha, com o nome de Gregório. Sua profissão solene foi feita um ano depois, em 14 de dezembro. Foi então enviado a Bolonha para fazer os estudos do seminário e ordenado sacerdote em 17 de agosto de 1856 em Mirandola.
Depois ele foi enviado a Roma em preparação para sua missão na China.
Em 1860, Grassi foi designado para Taiyuan, China, onde foi nomeado Promotor da Missão, diretor de um orfanato e mestre de coral do seminário local.
Em 25 de janeiro de 1876, foi eleito Vigário Coadjutor Apostólico para o Vicariato Apostólico de Shanxi. Em 17 de junho de 1891, ele assumiu a autoridade sobre o Vicariato Apostólico do Norte de Shanxi.
Em 6 de setembro de 1891, ele estabeleceu um noviciado para fornecer acesso à vida franciscana aos chineses de todos os quatro vicariatos em Shanxi e uma casa de repouso para os missionários sobrecarregados.
Ele também lidou com o sofrimento da população local causado pela peste e pela fome, o que o levou a ampliar o orfanato na cidade e estabelecer vários outros, a fim de lidar com os órfãos deixados por essas catástrofes.

## Martírio

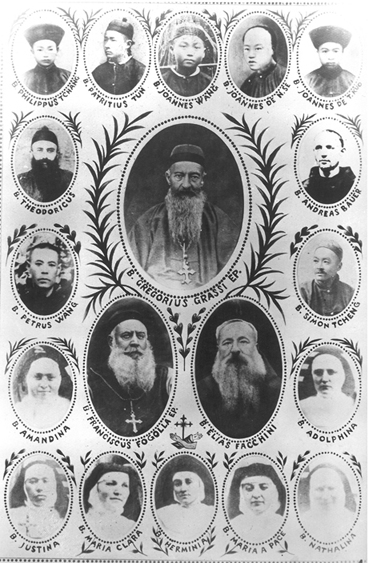
Mártires Franciscanos de Shanxi

Quando o curto, mas sangrento Levante dos Boxers estourou em Pequim em junho de 1900 e a Imperatriz Viúva Cixi emitiu o Decreto Imperial de declaração de guerra contra potências estrangeiras, Grassi foi solicitado a fugir com urgência. Ele respondeu: "Desde os meus doze anos, tenho desejado e também pedido a Deus o martírio. Agora que chegou esta hora tão esperada, devo fugir?" 
No início de julho, o governador de Shanxi, Yuxian, ordenou a prisão dos missionários europeus na província. Em 4 de julho, uma multidão atacou a missão franciscana em Hengyang, assassinando um dos frades, Cesidio Giacomantonio, e incendiando a região. Poucos dias depois, em 7 de julho, o frade que servia como Vigário Apostólico do Sul de Hunan, bispo Antonio Fantosati, e seu companheiro, o frade Giuseppe Maria Gambario, foram atacados quando retornavam à missão em Hengyang. Ambos foram mortos.
Em 27 de junho de 1900, Grassi descreveu a situação dos cristãos na província de Shanxi em uma carta, dizendo: "Os estabelecimentos europeus... estão seriamente ameaçados pela multidão, unida aos Boxers e aos soldados: uma catástrofe pode ocorrer a qualquer momento. Os portões da cidade estão abertos, mas são guardados pelos Boxers, que impedem a viagem dos cristãos. Agora, nos arredores, estamos no meio de uma verdadeira revolução: nada e ninguém pode ser considerado seguro."  Durante a noite de 5 de julho de 1900, Grassi, junto com seu colega, bispo Francis Fogolla, três frades, sete Missionários Franciscanos de Maria, 11 membros chineses da Terceira Ordem de São Francisco, dos quais seis eram seminaristas, e três funcionários da Missão de Taiyuan foram presos pelas forças dos Boxers. 
Em 9 de julho de 1900, Grassi, junto com os demais, foi escoltado da prisão com as mãos amarradas nas costas para um julgamento público presidido por Yuxian. Após um julgamento falso, o grupo foi condenado à morte. Grassi foi despido diante de uma multidão de espectadores e o próprio Yuxian cortou Grassi em pedaços com uma espada. Seu coração foi removido do corpo e entregue a monges budistas chineses para que pudessem estudar seus supostos poderes ocultos. Por costume, a cabeça de Grassi foi separada de seu cadáver para que pudesse ser colocada em exibição em uma pequena gaiola na entrada da cidade. O que restou de seu cadáver, junto com os cadáveres de todos os outros mortos naquele dia, foi jogado por cima do muro da cidade para que os cães comessem os restos mortais.  Esses assassinatos são conhecidos como o massacre de Taiyuan.
Em toda a China, durante a Revolta dos Boxers, 5 bispos, 50 padres, 2 irmãos, 15 irmãs e 40.000 cristãos chineses foram mortos.
Os 146.575 católicos atendidos pelos franciscanos na China em 1906 aumentaram para 303.760 em 1924 e eram atendidos por 282 franciscanos e 174 padres locais.

## Veneração
Grassi, juntamente com seus companheiros Fogolla e Fantosati, foi beatificado pelo Papa Pio XII em 24 de novembro de 1946.  A causa de sua canonização foi aberta em 25 de fevereiro de 1949,  e eles foram declarados santos em 1 de outubro de 2000 pelo Papa João Paulo II.